# Николай Поликарпов
Николай Николаевич Поликарпов е съветски конструктор на самолети. Поликарпов е констрирал самолетите И-15 и И-16. Изобретателят е награждаван с много отличия сред които и Сталинска премия (1941 и 1943 г.) и Герой на социалистическия труд (1940 г.).
Един от върховете в планина Памир е кръстен на негово име.
Николай Поликарпов умира от рак на жлъчния мехур през 1944 г.